# Hoël II van Bretagne
Hoël II van Bretagne ook bekend als Hoël V van Cornouaille (circa 1031 - 13 april 1084) was van 1058 tot aan zijn dood graaf van Cornouaille, van 1063 tot aan zijn dood graaf van Nantes en van 1066 tot aan zijn dood hertog iure uxoris van Bretagne. Hij behoorde tot het huis Cornouaille.

## Levensloop
Hoël was de oudste zoon van graaf Alan van Cornouaille uit diens huwelijk met gravin Judith van Nantes. Na de dood van zijn vader in 1058 werd hij graaf van Cornouaille en in 1063 volgde hij zijn moeder op als graaf van Nantes.
Rond 1058 huwde hij met Havise (1037-1072), dochter van hertog Alan III van Bretagne. Na de dood van haar broer Conan II in 1066 werd het echtpaar hertogin en hertog van Bretagne. Na de dood van Havise in 1072 fungeerde Hoël II als regent voor hun minderjarige zoon Alan IV. Hij bleef Bretagne besturen tot aan zijn dood in 1084.
Tijdens zijn regering werd hij meermaals geconfronteerd met opstanden van de Bretonse edelen. Een van die opstanden werd in 1075 geleid door Godfried Grenelat van Rennes, een buitenechtelijke zoon van Alan III van Bretagne en dus een halfbroer van Havise. Hij werd gesteund door Ralph de Gael, die na de onderdrukking van de Revolutie van de Graven tegen de Engelse koning Willem de Veroveraar was teruggekeerd naar Bretagne. Hoël II kreeg de steun van Willem de Veroveraar en beiden versloegen Ralph de Gael in 1076 nabij Dol. Vervolgens sloten beide partijen vrede.

## Nakomelingen
Hoël II en Havise kregen vijf kinderen:
- Alan IV (1063-1119), hertog van Bretagne
- Matheus II (overleden in 1103), graaf van Nantes
- Odo
- Adela (overleden in 1152), abdis van de Saint-Georgesabdij in Rennes
- Havise

## Voorouders
| Voorouders van Hoël II van Bretagne (1031–1084) | Voorouders van Hoël II van Bretagne (1031–1084)              | Voorouders van Hoël II van Bretagne (1031–1084)              | Voorouders van Hoël II van Bretagne (1031–1084)              | Voorouders van Hoël II van Bretagne (1031–1084)              | Voorouders van Hoël II van Bretagne (1031–1084)              | Voorouders van Hoël II van Bretagne (1031–1084)              | Voorouders van Hoël II van Bretagne (1031–1084)              | Voorouders van Hoël II van Bretagne (1031–1084)              |
| ----------------------------------------------- | ------------------------------------------------------------ | ------------------------------------------------------------ | ------------------------------------------------------------ | ------------------------------------------------------------ | ------------------------------------------------------------ | ------------------------------------------------------------ | ------------------------------------------------------------ | ------------------------------------------------------------ |
| Overgrootouders                                 | ? ∞ ?                                                        | ? ∞ ?                                                        | ? ∞ ?                                                        | ? ∞ ?                                                        | Hoël I van Bretagne (-981) ∞ ?                               | Hoël I van Bretagne (-981) ∞ ?                               | ? ∞ ?                                                        | ? ∞ ?                                                        |
| Grootouders                                     | Benedictus van Cornouaille (-1026) ∞ Guigoëdon               | Benedictus van Cornouaille (-1026) ∞ Guigoëdon               | Benedictus van Cornouaille (-1026) ∞ Guigoëdon               | Benedictus van Cornouaille (-1026) ∞ Guigoëdon               | Judicaël van Nantes (979-1004) ∞ Melisende                   | Judicaël van Nantes (979-1004) ∞ Melisende                   | Judicaël van Nantes (979-1004) ∞ Melisende                   | Judicaël van Nantes (979-1004) ∞ Melisende                   |
| Ouders                                          | Alan van Cornouaille (1000-1058) ∞ Judith van Nantes (-1063) | Alan van Cornouaille (1000-1058) ∞ Judith van Nantes (-1063) | Alan van Cornouaille (1000-1058) ∞ Judith van Nantes (-1063) | Alan van Cornouaille (1000-1058) ∞ Judith van Nantes (-1063) | Alan van Cornouaille (1000-1058) ∞ Judith van Nantes (-1063) | Alan van Cornouaille (1000-1058) ∞ Judith van Nantes (-1063) | Alan van Cornouaille (1000-1058) ∞ Judith van Nantes (-1063) | Alan van Cornouaille (1000-1058) ∞ Judith van Nantes (-1063) |